# Raphael Silberstein
Raphael Silberstein (* 19. März 1873 in Gollnow, Pommern; † 23. August 1926 in Berlin) war ein deutscher Hygienearzt und sozialdemokratischer Kommunalpolitiker.

## Leben
Silberstein absolvierte seine Schullaufbahn in Gollnow und Berlin, wo er das Abitur ablegte. Danach studierte er Medizin an der Universität Würzburg und wurde 1894 zum Dr. med. promoviert. Er wohnte im Neuköllner Ortsteil Rixdorf (Berliner Straße 73, heute: Karl-Marx-Straße) und praktizierte nach erfolgter Approbation seit 1897 im Bezirk Neukölln als Allgemeinmediziner. Er trat 1898 in die SPD ein. Von 1899 bis 1918 war er Stadtverordneter und von 1919 bis zu seinem Tod ehrenamtlicher Stadtrat von Neukölln mit Zuständigkeit für das Gesundheitswesen. Sein Nachfolger im Amt wurde das KPD-Mitglied Richard Schmincke.
Silberstein engagierte sich um die Gesundheitsversorgung der Neuköllner Bevölkerung und förderte besonders die Säuglingsfürsorge. Er war Vorsitzender der Kindererholungsfürsorge. Er gab die Anregung für den Bau des Stadtbades Neukölln in der Ganghoferstraße. Zu seinen Verdiensten gehörte unter anderem auch die Einrichtung des Krankenhauses Neukölln.
Von 1913 bis 1924 war er mit seinem Schwager, dem „Arbeiter-Arzt“ Ignaz Zadek (1858–1931), sowie Karl Kollwitz und Julius Moses Gründungs- und Vorstandsmitglied des Sozialdemokratischen Ärztevereins beziehungsweise des Vereins sozialistischer Ärzte (VsÄ), dem ersten linken Ärzteverein und zuletzt als Nachfolger seines Schwagers auch Vorsitzender. Seine Ideen zur Gesundheitsreform konnte Silberstein bis 1918 zu Zeiten des deutschen Kaiserreiches allerdings nur in kleinen Broschüren verbreiten. Silberstein setzte sich für die gewerkschaftliche Organisation der Ärzte ein. Er war auch für die SPD-Parteizeitung Vorwärts tätig und für Zadeks Arbeiter-Gesundheits-Bibliothek. Er war gewähltes Mitglied der Ärztekammer und für die Vertragskommission des Groß-Berliner Ärztebundes tätig. Im Jahr 1924 verließ Silberstein mit anderen den VsÄ und belebte zunächst den Sozialdemokratischen Ärzteverein wieder. Dieser Verein fusionierte 1926 mit dem Sozialdemokratischen Ärztebund zur Arbeitsgemeinschaft sozialdemokratischer Ärzte, in der Ärzte der SPD organisiert waren.

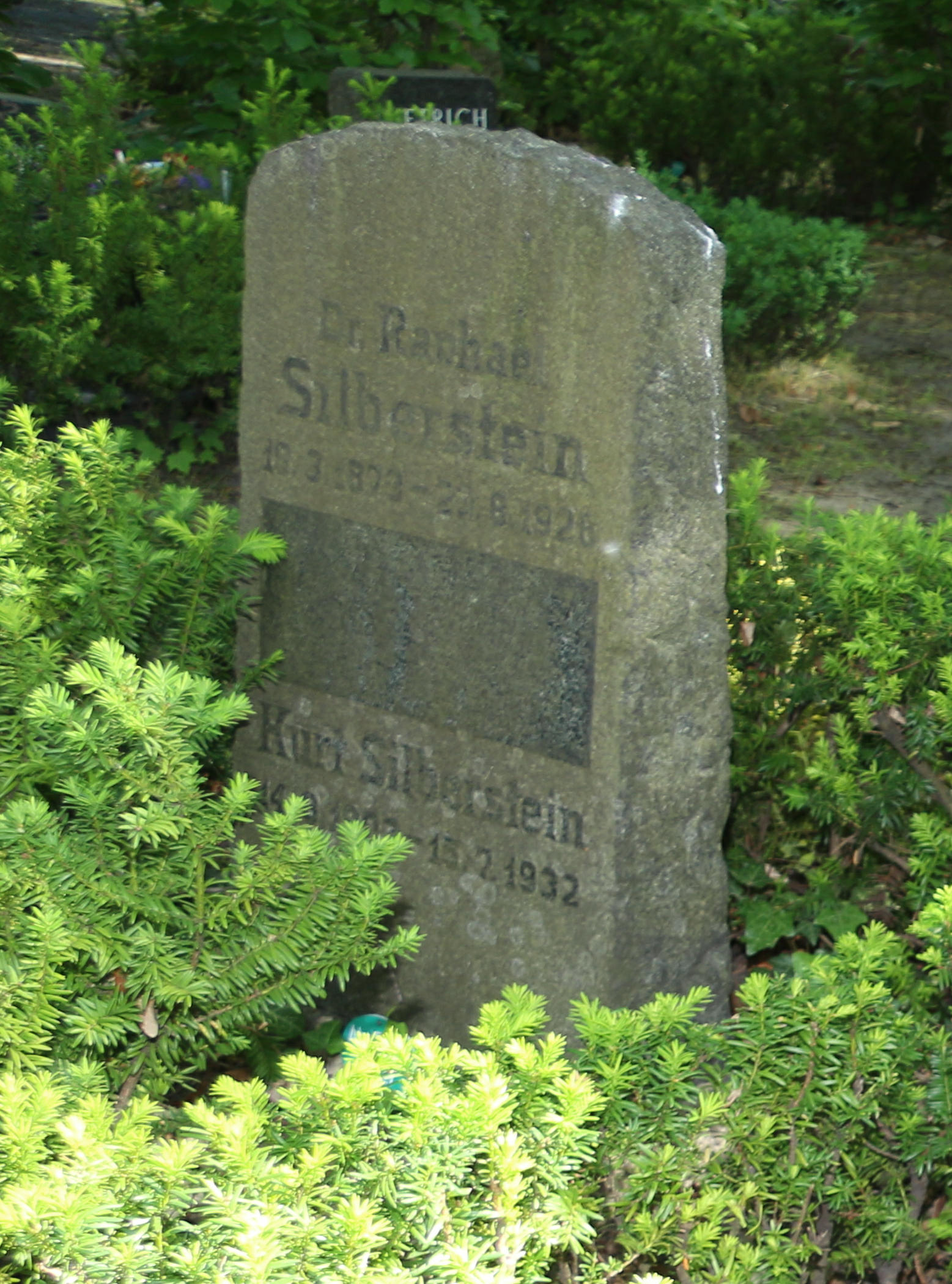
Grab Raphael Silbersteins auf dem Friedhof Britz I in Berlin-Britz

Silberstein heiratete Sidonie Nathan (* 25. Februar 1873 in New York City; † 31. Dezember 1958 in Tel Aviv), die Tochter des Heimann Nathan (etwa 1826–um 1890) und der Fanny Bernstein (1845–1925), ältere Schwester des Sozialdemokraten Eduard Bernstein. Sidonies ältere Schwester July Nathan wurde die zweite Ehefrau des Arztes Ignaz Zadek (siehe oben), der dadurch Silbersteins Schwager wurde. Silberstein starb am 23. August 1926 infolge einer Gallensteinoperation. Seine Familie musste im Jahr 1933 emigrieren.

## Auszeichnungen
- In Berlin-Neukölln (Ortsteil Rixdorf) ist seit 1950 die Silbersteinstraße nach ihm benannt.[8]
- In der Silbersteinstraße gibt es außerdem die Silberstein-Grundschule, die 1967 ihren neuen Namen erhielt.[9]

## Werke
- Über Lipoma sarcomatodes. P. Schreiner's Buchdruckerei, Würzburg 1896. (Inaugural Dissertation. Kgl. bayer. Julius-Maximilians-Universität Würzburg 1896)
- Das erste Lebensjahr. Wie ernähren und pflegen wir den Säugling? Buchhandlung Vorwärts, Berlin 1904. (=Arbeiter-Gesundheits-Bibliothek. Band 2) (3., durchges. Aufl. 1909)
- Das Schulkind. Buchhandlung Vorwärts, Berlin 1905. (=Arbeiter-Gesundheits-Bibliothek. Band 6) (2. Aufl. 1907; 3. Aufl. 1911)
- Sport und Arbeiter.  Buchhandlung Vorwärts, Berlin 1911. (=Arbeiter-Gesundheits-Bibliothek. Band 27) Digitalisat
- Die Berufskrankheiten der Buchdrucker. Buchhandlung Vorwärts, Berlin 1912. (=Arbeiter-Gesundheits-Bibliothek. Band 31)
- Zum Kapitel „Krankenkassen und Aerzte“. In: Die neue Zeit. Wochenschrift der deutschen Sozialdemokratie. 20.1901-1902, 2. Band (1902), Heft 26=52, S. 816–820. Digitalisat
- Gegen den staatlichen Gebärzwang. Reden des Reichstagsabgeordneten August Brey, des Genossen Silberstein und der Genossin Luise Zietz. Volksbuchhandlung, Hannover 1914. Digitalisat